# Boterov muzej
Boterov muzej, (špansko Museo Botero), je muzej v Bogoti v Kolumbiji. V njem je ena najpomembnejših mednarodnih umetniških zbirk Latinske Amerike. Letno ga obišče 500.000 obiskovalcev, približno 1000 dnevno, od tega 2000 študentov na mesec. Muzej je v soseski La Candelaria v Bogoti in je v neposredni bližini drugih pomembnih znamenitosti, kot sta knjižnica Luisa Ángel Arango in muzej zlata v Bogoti.

## Zgodovina
Leta 2000 je kolumbijski umetnik Fernando Botero podaril banki Banco de la República 208 umetniških del, 123 lastnih in 85 drugih mednarodnih umetnikov. Muzej upravlja Banrepcultural. S to zbirko je bil Boterov muzej ustanovljen v soseščini La Candelaria, zgodovinskem središču Bogote, v kolonialnem dvorcu, ki ga je kupila Banco de la República in ga je Fernando Botero sam pripravil za shranjevanje umetniške zbirke. Od 1. novembra 2000 je muzej brezplačno odprt za obiskovalce.

## Zbirka
V muzeju je 123 del Fernanda Botera in 85 drugih umetnikov, skupaj 208 umetniških del. Poudarki stalne zbirke vključujejo dela Balthusa, Georgesa Braquea, Marca Chagalla, Salvadorja Dalíja, Joana Mirója, Pabla Picassa, Sonie Delaunay, Clauda Moneta in Henrija Matissa.

## Galerija
- Claude Monet. Geldersekade v Amsterdamu pozimi, 1871-1874.
- Eugène Boudin. Pristanišče Trouville, 1884.
- Gustave Caillebotte. Ravnina Gennevilliers, 1884.
- Camille Pissarro. Louvre, megleno jutro, 1901.
- Edgar Degas. Ženska v kopeli, 1902.
- Ta Boterova skulptura pozdravlja obiskovalce, ko pridejo na vhodna vrata.